# ヴガール・ケラモフ
ヴガール・ケラモフ（Vugar Karamov、1992年2月20日 - ）は、アゼルバイジャンの男性総合格闘家。ORION FIGHT CLUB所属。第4代RIZINフェザー級王者。

## 来歴
散打、柔道、コンバットサンボなどの様々な格闘技を学び、散打ではイスラム選手権で優勝を果たす。2011年に総合格闘技を始め、2012年に20歳でプロデビュー。

### RIZIN
2020年2月22日、RIZIN初出場となったRIZIN.21で元PXCバンタム級王者のカイル・アグォンと対戦し、3-0の判定勝ち。
2021年6月13日、RIZIN.28でRIZINフェザー級王者の斎藤裕とノンタイトル戦で対戦。タックルで再三のテイクダウンを奪うなどして全体的に優勢に試合を進めるも、2R終盤にフラッシュダウンを奪われたりイエローカードを受けたことなどが響き、1-2の判定負けを喫した。ケラモフは新型コロナウイルス感染拡大対策によって入国から14日間の隔離期間を経て陰性証明を得てからの試合だった。この試合結果により約7年間に及ぶ11連勝がストップした。
2022年4月17日、RIZIN.35でパンクラスバンタム級暫定王者の中島太一と対戦し、1Rに片脚タックルでテイクダウンした後、前三角絞で一本勝ちを収めた。
2022年7月31日、RIZIN.37でFighting NEXUSフェザー級王者の山本空良と対戦し、テイクダウンからパウンドや肘打ちで攻めるなど試合を優勢に進め、3-0の判定勝ちを収めた。なお、当初は白川陸斗との対戦が発表されていたが、白川の怪我による欠場で山本との対戦となった。
2022年10月23日開催のRIZIN.39で元GLADIATORフェザー級王者の中原由貴と対戦が予定されていたが、椎間板ヘルニアを発症したため欠場となった。
2023年4月1日、RIZIN.41で堀江圭功と対戦し、パンチとテイクダウンを織り交ぜて圧倒し続け、2Rにスタンドバックからのリアネイキッドチョークで一本勝ちを収めた。

#### RIZINフェザー級王座獲得
2023年7月30日、超RIZIN.2のRIZINフェザー級王座決定戦で朝倉未来と対戦。試合開始序盤にシングルレックでテイクダウンし、マウントポジションからパウンドや肘打ちで攻めると、朝倉の立ち上がり際にリアネイキッドチョークでタップを奪い一本勝ちを収め、王座獲得に成功した。この試合では試合終了までに一発の有効打も被弾する事が無かった。
2023年11月4日、母国のアゼルバイジャンで開催されたRIZIN LANDMARK 7のRIZINフェザー級タイトルマッチで挑戦者の鈴木千裕と対戦。試合開始序盤で鈴木をテイクダウンするも鈴木のペダラーダ（グラウンド状態下からの蹴り）を顎に受けてダウンし、そのままパウンドを受けて自身初となるKO負けを喫し王座陥落。母国での勝利は果たせず終いとなった。

#### RIZINフェザー級王座陥落後
2024年2月24日、復帰戦となるRIZIN LANDMARK 8にて摩嶋一整と対戦予定だったが昨年11月のRIZINアゼルバイジャン大会でケラモフ含む数人がフーリガン行為を行った疑いの報道が出た影響で来日不可となり欠場。ケラモフの代役は今成正和が務めた。
同2月、被害を受けたとされるケラモフ達の知り合いの元格闘家とケラモフ達の関係が修復され完全に和解。両者から『和解の請願書』が提出されたことで、母国で「当事者間の和解が達成された」と報道された。再び日本に入国可能となったことでRIZINが6月のRIZIN.47で『ヴガール・ケラモフ vs.クレベル・コイケ』を計画して両者合意。しかし発表直前にアゼルバイジャン政府が「（すでに和解しているが、）この件の手続きがすべて完了するまではケラモフ達を勾留する」とRIZIN運営に伝えたことで復帰戦が遠のいた。
その後、警察が引き続き調査を進めた結果、『フーリガン行為自体は行われていなかった』『冤罪だった』という結果となり、これによりケラモフ達が罪を犯していた可能性が無くなり嫌疑がすべて晴れて無罪となった。9月にRIZINがアゼルバイジャン政府から「ケラモフ達のRIZIN復帰を楽しみにしている」と連絡を受けたことで、RIZIN.48の大会中にVTRで11月のRIZIN LANDMARK 10にケラモフが出場することが発表された。
2024年11月17日、1年ぶりとなる復帰戦を行い、RIZIN LANDMARK 10で元Rebel FCフェザー級王者の摩島一整と対戦し、1R開始早々に右フックでダウンを奪い追撃の肘打ち連打でTKO勝利。約1年振りの復帰戦を白星で飾った。
2024年12月31日、RIZIN10度目の大晦日記念大会のRIZIN DECADEでライト級に階級を上げてRIZINライト級タイトルマッチを行い、RIZINライト級王者のホベルト・サトシ・ソウザと対戦。1Rに三角絞めでキャリア初の一本負けを喫し、王座獲得とならなかった。
2025年6月14日、RIZIN LANDMARK 11でフェザー級に階級を戻し、全日本学生拳法選手権3連覇・全日本拳法総合選手権2連覇の木村柊也と対戦予定。

## 人物
- 愛車はBMW 5シリーズ(下記密着動画より)
- RIZIN公式YouTube、ヴガール・ケラモフ密着動画『Fighters daily』（2023）[映像 1]

## 戦績

### プロ総合格闘技
| 総合格闘技 戦績 | 総合格闘技 戦績 | 総合格闘技 戦績 | 総合格闘技 戦績 | 総合格闘技 戦績 | 総合格闘技 戦績 | 総合格闘技 戦績 |
| --------------- | --------------- | --------------- | --------------- | --------------- | --------------- | --------------- |
| 27 試合         | (T)KO           | 一本            | 判定            | その他          | 引き分け        | 無効試合        |
| 21 勝           | 7               | 9               | 4               | 1               | 0               | 0               |
| 6 敗            | 1               | 1               | 4               | 0               | 0               | 0               |

| 勝敗 | 対戦相手                   | 試合結果                                   | 大会名                                             | 開催年月日     |
| ○    | 木村柊也                   | 5分3R終了 判定3-0                          | RIZIN LANDMARK 11                                  | 2025年6月14日  |
| ×    | ホベルト・サトシ・ソウザ   | 1R 4:45 三角絞め                           | RIZIN.49 【RIZINライト級タイトルマッチ】           | 2024年12月31日 |
| ○    | 摩嶋一整                   | 1R 0:28 TKO（右フック→グラウンドエルボー） | RIZIN LANDMARK 10                                  | 2024年11月17日 |
| ×    | 鈴木千裕                   | 1R 1:28 KO（グラウンドパンチ）             | RIZIN LANDMARK 7 【RIZINフェザー級タイトルマッチ】 | 2023年11月4日  |
| ○    | 朝倉未来                   | 1R 2:41 リアネイキッドチョーク             | 超RIZIN.2 【RIZINフェザー級王座決定戦】            | 2023年7月31日  |
| ○    | 堀江圭功                   | 2R 3:21 リアネイキッドチョーク             | RIZIN.41                                           | 2023年4月2日   |
| ○    | 山本空良                   | 5分3R終了 判定3-0                          | RIZIN.37                                           | 2022年7月31日  |
| ○    | 中島太一                   | 1R 2:00 前三角絞                           | RIZIN.35                                           | 2022年4月17日  |
| ×    | 斎藤裕                     | 5分3R終了 判定1-2                          | RIZIN.28                                           | 2021年6月13日  |
| ○    | カイル・アグォン           | 5分3R終了 判定3-0                          | RIZIN.21                                           | 2020年2月22日  |
| ○    | グスタボ・ワリッツアー     | 1R 1:29 KO（右ストレート）                 | Bellator 234: Kharitonov vs. Vassell               | 2019年11月14日 |
| ○    | カツペル・フォルメラ       | 5分3R終了 判定3-0                          | RWC 3                                              | 2019年7月5日   |
| ○    | リナト・サヤクバエフ       | 2R 2:52 TKO（足の負傷）                    | WWFC 12                                            | 2018年9月29日  |
| ○    | マラアマ・アリエフ         | 1R 2:10 TKO（スタンドパンチ連打）          | WWFC 10                                            | 2018年3月24日  |
| ○    | アルテム・タンシン         | 1R 0:26 KO（スタンドパンチ）               | WWFC 9                                             | 2017年12月14日 |
| ○    | エフゲニー・プラクシン     | 2R 3:48 腕ひしぎ十字固め                   | Orion Fight Arena Spectacular Kickboxing-MMA Gala  | 2017年10月21日 |
| ○    | ジャマル・バリ             | 1R 0:00 N/A                                | Azerbaijan MMA Federation Azerbaijan vs. Iran      | 2016年12月31日 |
| ○    | イルキン・ザマンリ         | 1R 3:24 三角絞め                           | CWFL                                               | 2016年6月5日   |
| ○    | ムフタル・バフムドフ       | 1R 4:03 ギロチンチョーク                   | GEFC 1                                             | 2016年1月30日  |
| ○    | ジア・バルカライア         | 2R 2:37 TKO（スタンドパンチ連打）          | Azerbaijan MMA Federation National Open Cup        | 2015年10月2日  |
| ×    | マゴメド・イドリソフ       | 5分2R終了 判定0-3                          | GEFC                                               | 2014年4月18日  |
| ×    | ジハド・ユヌソフ           | 5分3R終了 判定0-3                          | OC 80                                              | 2013年9月21日  |
| ○    | ムラド・マージエフ         | 1R 1:30 三角絞め                           | GEFC Аzerbaijan                                    | 2013年6月30日  |
| ○    | バイラム・ウグル           | 1R 3:52 腕ひしぎ十字固め                   | Azerbaijan MMA Federation Azerbaijan vs. Turkey    | 2013年5月28日  |
| ○    | サエド・バゲルラグハブ     | 1R 4:09 KO（スタンドパンチ）               | Azerbaijan MMA Federation Azerbaijan vs. Iran      | 2013年4月23日  |
| ○    | レオン・ゴレズガスクヴィリ | 1R 1:05 三角絞め                           | ECSF Azerbaijan vs. Georgia                        | 2012年9月26日  |
| ×    | オレグ・ボリソフ           | 5分3R終了 判定0-3                          | CIS                                                | 2012年4月6日   |

## 獲得タイトル
- 第4代RIZINフェザー級王座（2023年）

### 試合映像
1. ↑  『【試合映像】ヴガール・ケラモフ vs. カイル・アグォン / Vugar Karamov vs. Kyle Aguon - RIZIN.21』RIZIN公式YouTubeチャンネル、2020年。
2. ↑  『【試合映像】斎藤裕 vs. ヴガール・ケラモフ / Yutaka Saito vs. Vugar Karamov - RIZIN.28』2021年。
3. ↑  『【試合映像】ヴガール・ケラモフ vs. 中島太一 / Vugar Karamov vs. Taichi Nakajima - RIZIN.35』RIZIN公式YouTubeチャンネル、2022年。
4. ↑  『【試合映像】ヴガール・ケラモフ vs. 堀江圭功 / Vugar Karamov vs. Yoshinori Horie - RIZIN.41』RIZIN公式YouTubeチャンネル、2023年。
5. ↑  『【試合映像】朝倉未来 vs. ヴガール・ケラモフ / Mikuru Asakura vs. Vugar Karamov - 超RIZIN.2』2023年。
6. ↑  『【試合映像】ヴガール・ケラモフ vs. 鈴木千裕 / Vugar Karamov vs. Chihiro Suzuki - RIZIN LANDMARK 7』RIZIN公式YouTubeチャンネル、2023年。
7. ↑  『【試合映像】ヴガール・ケラモフ vs. 摩嶋一整 / Vugar Karamov vs. Kazumasa Majima -RIZIN LANDMARK 10 in NAGOYA』RIZIN公式YouTubeチャンネル、2024年。
8. ↑  『【試合映像】ホベルト・サトシ・ソウザ vs. ヴガール・ケラモフ / Roberto Satoshi Souza vs. Vugar Karamov - RIZIN.49』RIZIN公式YouTubeチャンネル、2024年。

### 補足映像
1. ↑  『【番組】RIZIN CONFESSIONS #74（※試合映像＆斎藤裕とウガール・ケラモフによる試合振り返りドキュメンタリー番組）』2021年。2023年12月26日閲覧。
2. ↑  『【番組】RIZIN CONFESSIONS #99（※試合映像＆ウガール・ケラモフと中島太一による試合振り返りドキュメンタリー番組）』RIZIN公式YouTubeチャンネル、2022年。
3. ↑  『【番組】RIZIN CONFESSIONS #104（※試合映像＆山本空良とウガール・ケラモフによる試合振り返りドキュメンタリー番組）』RIZIN公式YouTubeチャンネル、2022年。
4. ↑  『【番組】RIZIN CONFESSIONS #119（※試合映像＆堀江圭功とウガール・ケラモフによる試合振り返りドキュメンタリー番組）』RIZIN公式YouTubeチャンネル、2023年。
5. ↑  『【番組】RIZIN CONFESSIONS #130（※試合映像＆朝倉未来とウガール・ケラモフによる試合振り返りドキュメンタリー番組）』RIZIN公式YouTubeチャンネル、2023年。
6. ↑  『【番組】RIZIN CONFESSIONS #136（※試合映像＆鈴木千裕とウガール・ケラモフによる試合振り返りドキュメンタリー番組）』RIZIN公式YouTubeチャンネル、2023年。
7. ↑  『【番組】RIZIN CONFESSIONS #166（※番組内で試合映像＆ヴガール・ケラモフと摩島一整による試合振り返りドキュメンタリー番組）』RIZIN公式YouTubeチャンネル、2024年。
8. ↑  『【番組】RIZIN CONFESSIONS #171（※番組内で試合映像＆ホベルト・サトシ・ソウザとヴガール・ケラモフによる試合振り返りドキュメンタリー番組）』RIZIN公式YouTubeチャンネル、2024年。

### 映像資料
1. ↑  『【密着】Fighters daily | ヴガール・ケラモフ / Vugar Karamov - 超RIZIN.2 powered by U-NEXT』RIZIN公式YouTubeチャンネル、2023年。